# Francja na Letnich Igrzyskach Olimpijskich 1924
Francję na Letnich Igrzyskach Olimpijskich 1924 reprezentowało 401 zawodników: 373 mężczyzn i 28 kobiet. Był to siódmy start reprezentacji Francji na letnich igrzyskach olimpijskich.

## Zdobyte medale
| Medal  | Zawodnik | Dyscyplina           | Konkurencja                                   | Rezultat                                                                                            |
| ------ | --- | -------------------- | --------------------------------------------- | --------------------------------------------------------------------------------------------------- |
| Złoto  | Albert Séguin | Gimnastyka           | Skok przez konia wszerz                       | 10,000 pkt                                                                                          |
| Złoto  | Armand Blanchonnet | Kolarstwo szosowe    | indywidualna jazda na czas                    | 6:20:48,0                                                                                           |
| Złoto  | Armand Blanchonnet, René Hamel, Georges Wambst | Kolarstwo szosowe    | Drużynowa jazda na czas                       | 19:30:14,0                                                                                          |
| Złoto  | Lucien Michard | Kolarstwo torowe     | Sprint                                        | |
| Złoto  | Lucien Choury, Jean Cugnot | Kolarstwo torowe     | Tandemy                                       | |
| Złoto  | Pierre Lewden, Noël Delberghe, Robert Desmettre, Paul Dujardin, Albert Mayaud, Henri Padou, Georges Rigal, R. Bertrand, A. Fasani, Jean Lasquin, L. Perol | Piłka wodna          |                                               | w finale pokonali reprezentację Belgii 3:0                                                          |
| Złoto  | Edmond Decottignies | Podnoszenie ciężarów | Waga lekka                                    | 440 kg                                                                                              |
| Złoto  | Charles Rigoulot | Podnoszenie ciężarów | waga lekkociężka                              | 502,5 kg                                                                                            |
| Złoto  | Pierre Coquelin de Lisle | Strzelectwo          | karabin leżąc 50m indywidualnie               | 398 pkt                                                                                             |
| Złoto  | Roger Ducret | Szermierka           | floret mężczyzn indywidualnie                 | |
| Złoto  | Lucien Gaudin, Philippe Cattiau, Jacques Coutrot, Roger Ducret, Henri Jobier, André Labatut, Guy de Luget, Joseph Perotaux | Szermierka           | floret mężczyzn drużynowo                     | |
| Złoto  | Lucien Gaudin, Georges Buchard, Roger Ducret, André Labatut, Robert Liottel, Alexandre Lippmann, Georges Tainturier | Szermierka           | szpada mężczyzn drużynowo                     | |
| Złoto  | Henri Deglane | Zapasy               | waga ciężka styl klasyczny                    | |
| Srebro | Eugène Cordonnier, Léon Delsarte, François Gangloff, Jean Gounot, Arthur Hermann, Alphonse Higelin, Joseph Huber, Albert Séguin | Gimnastyka           | Wielobój drużynowo                            | 820,528 pkt                                                                                         |
| Srebro | Albert Séguin | Gimnastyka           | Wspinanie po linie                            | 10 pkt (7,4 s)                                                                                      |
| Srebro | Jean Gounot | Gimnastyka           | skok przez konia wszerz                       | 9,93 pkt                                                                                            |
| Srebro | François Gangloff | Gimnastyka           | skok przez konia wszerz                       | 9,93 pkt                                                                                            |
| Srebro | René Araou, Jean Bayard, Louis Béguet, André Béhotéguy, Alexandre Bioussa, Étienne Bonnes, Adolphe Bousquet, Aimé Cassayet-Armagnac, Clément Dupont, Albert Dupouy, Jean Etcheberry, Henri Galau, Gilbert Gérintès, Raoul Got, Adolphe Jauréguy, Félix Lasserre, Marcel-Frédéric Lubin-Lebrère, Étienne Piquiral, Jean Vaysse | Rugby                |                                               | |
| Srebro | Paul Colas, Albert Courquin, Pierre Hardy, Georges Roes, Émile Rumeau | Strzelectwo          | karabin dowolny 400 m, 600 m, 800 m drużynowo | 646 pkt                                                                                             |
| Srebro | Philippe Cattiau | Szermierka           | floret mężczyzn indywidualnie                 | |
| Srebro | Roger Ducret | Szermierka           | szpada mężczyzn indywidualnie                 | |
| Srebro | Roger Ducret | Szermierka           | szabla mężczyzn indywidualnie                 | |
| Srebro | Henri Cochet | Tenis ziemny         | gra pojedyncza mężczyzn                       | w finale uległ reprezentantowi USA Vincent Richards 2:3                                             |
| Srebro | Jacques Brugnon, Henri Cochet | Tenis ziemny         | gra podwójna mężczyzn                         | w finale ulegli parzez Francis Hunter, Vincent Richards z USA 2:3                                   |
| Srebro | Julie Vlasto | Tenis ziemny         | gra pojedyncza kobiet                         | w finale ulegała Helen Wills Moody z USA 0:2                                                        |
| Srebro | Marc Detton, Jean-Pierre Stock | Wioślarstwo          | Dwójka podwójna                               | 6:38,0                                                                                              |
| Srebro | Maurice Bouton, Georges Piot | Wioślarstwo          | dwójka bez sternika                           | 8:21,6                                                                                              |
| Srebro | Eugène Constant, Louis Gressier, Georges Lecointe, Raymond Talleux, Marcel Lepan | Wioślarstwo          | Czwórka ze sternikiem                         | 7:21,6                                                                                              |
| Brąz   | Jean Ces | Boks                 | waga kogucia                                  | w walce o brązowy medal pokonał Szweda Oscar Andrén                                                 |
| Brąz   | Alphonse Higelin | Gimnastyka           | Ćwiczenia na drążku                           | 19,163 pkt                                                                                          |
| Brąz   | Xavier Lesage | Jeździectwo          | Ujeżdżenie indywidualnie                      | 265,8 pkt                                                                                           |
| Brąz   | René Hamel | Kolarstwo szosowe    | Jazda indywidualna na czas                    | 6:30:51,6                                                                                           |
| Brąz   | Jean Cugnot | Kolarstwo torowe     | Sprint                                        | |
| Brąz   | Paul Bontemps | Lekkoatletyka        | bieg 3000 m z przeszkodami                    | 9:45,2                                                                                              |
| Brąz   | Henri Lauvaux, Gaston Heuet, Maurice Norland | Lekkoatletyka        | bieg przełajowy drużynowo                     | 20 pkt                                                                                              |
| Brąz   | Pierre Lewden | Lekkoatletyka        | skok wzwyż                                    | 1,92 m                                                                                              |
| Brąz   | Jean Borotra, René Lacoste | Tenis ziemny         | gra podwója mężczyzn                          | w meczu o brązowy medal pokonali duet Jack Condon, Ivie Richardson z Związku Południowej Afryki 3:0 |
| Brąz   | Louis Breguet, Pierre Gauthier, Robert Girardet, André Guerrier, Georges Mollard | Żeglarstwo           | klasa 8 metrów                                | 5 pkt                                                                                               |

## Skład reprezentacji

### Boks
| Zawodnik          | Konkurencja     | 1/16                     | 1/8                    | Ćwierćfinał        | Półfinał           | Finał/3. miejsce      | Finał/3. miejsce |
| Zawodnik          | Konkurencja     | Przeciwnik Wynik         | Przeciwnik Wynik       | Przeciwnik Wynik   | Przeciwnik Wynik   | Przeciwnik Wynik      | Miejsce          |
| ----------------- | --------------- | ------------------------ | ---------------------- | ------------------ | ------------------ | --------------------- | ---------------- |
| Yvon Trèvédic     | waga musza      | Lucien Debleyser W       | Oscar Bergström P      | NQ                 | NQ                 | NQ                    | NQ               |
| Georges Gourdy    | waga musza      |                          | Rinaldo Castellenghi P | NQ                 | NQ                 | NQ                    | NQ               |
| Jean Ces          | waga kogucia    | Domenico Bernasconi W    | François Sybille W     | Alf Barber W       | William H. Smith P | Oscar Andrén W        | brąz             |
| Jacques Lemouton  | waga kogucia    | Bye                      | José Pastor W          | William H. Smith P | NQ                 | NQ                    | NQ               |
| Henri Stuckmann   | waga piórkowa   | Pedro Quartucci P        | NQ                     | NQ                 | NQ                 | NQ                    | NQ               |
| Marcel Depont     | waga piórkowa   | Ernest Eustice W         | Manuel Esmoris W       | Pedro Quartucci P  | NQ                 | NQ                    | NQ               |
| Richard Savignac  | waga lekka      | Ferdinando De Petrillo W | Hans Jacob Nielsen P   | NQ                 | NQ                 | NQ                    | NQ               |
| Arnold Tholey     | waga lekka      | Charlie Purdy W          | Julio Nicolari W       | Dick Beland W      | Alfredo Copello P  | Frederick Boylstein P | 4.               |
| René Dubois       | waga półśrednia | Patrick O’Hanrahan P     | NQ                     | NQ                 | NQ                 | NQ                    | NQ               |
| Gaston Doussot    | waga półśrednia | Al Mello P               | NQ                     | NQ                 | NQ                 | NQ                    | NQ               |
| Roger Brousse     | waga średnia    | Bye                      | Manuel Gallardo W      | Harry Mallin P     | NQ                 | NQ                    | NQ               |
| Daniel Daney      | waga średnia    | Emilio Bonfigli W        | Georges Van Haelen W   | Joseph Beeken P    | NQ                 | NQ                    | NQ               |
| Georges Rossignon | waga półciężka  | Luis Correa W            | Amedeo Grillo W        | Harry Mitchell P   | NQ                 | NQ                    | NQ               |
| Robert Foquet     | waga półciężka  | Bye                      | Harry Mitchell P       | NQ                 | NQ                 | NQ                    | NQ               |
| Charles Peguilhan | waga ciężka     | Bye                      | Alfredo Porzio P       | NQ                 | NQ                 | NQ                    | NQ               |
| Georges Galinat   | waga ciężka     | Bye                      | Ed Greathouse P        | NQ                 | NQ                 | NQ                    | NQ               |

### Gimnastyka
| Zawodnik | Konkurencja                 | Finał      | Finał   |
| Zawodnik | Konkurencja                 | Wynik      | Miejsce |
| --- | --------------------------- | ---------- | ------- |
| Jean Gounot | wielobój indywidualnie      | 105,153    | 8.      |
| Léon Delsarte | wielobój indywidualnie      | 104,739    | 9.      |
| Albert Séguin | wielobój indywidualnie      | 102,326    | 15.     |
| Eugène Cordonnier | wielobój indywidualnie      | 99,906     | 21.     |
| François Gangloff | wielobój indywidualnie      | 98,796     | 23.     |
| Arthur Hermann | wielobój indywidualnie      | 95,796     | 27.     |
| Alphonse Higelin | wielobój indywidualnie      | 92,133     | 34.     |
| Joseph Huber | wielobój indywidualnie      | 88,119     | 39.     |
| Jean Gounot Léon Delsarte Albert Séguin Eugène Cordonnier François Gangloff Arthur Hermann Alphonse Higelin Joseph Huber | wielobój drużynowo          | 820,528    | srebro  |
| Albert Séguin | skok przez konia wzdłuż     | 9,450      | 13.     |
| Jean Gounot | skok przez konia wzdłuż     | 9,000      | 18.     |
| Léon Delsarte | skok przez konia wzdłuż     | 8,770      | 20.     |
| François Gangloff | skok przez konia wzdłuż     | 7,430      | 33.     |
| Alphonse Higelin | skok przez konia wzdłuż     | 7,130      | 40.     |
| Eugène Cordonnier | skok przez konia wzdłuż     | 5,630      | 51.     |
| Joseph Huber | skok przez konia wzdłuż     | 5,420      | 54.     |
| Arthur Hermann | skok przez konia wzdłuż     | 0,00       | 67.     |
| Albert Séguin | skok przez konia wszerz     | 10,000     | złoto   |
| Jean Gounot | skok przez konia wszerz     | 9,930      | srebro  |
| François Gangloff | skok przez konia wszerz     | 9,930      | srebro  |
| Eugène Cordonnier | skok przez konia wszerz     | 9,800      | 8.      |
| Alphonse Higelin | skok przez konia wszerz     | 9,700      | 14.     |
| Joseph Huber | skok przez konia wszerz     | 9,570      | 18.     |
| Léon Delsarte | skok przez konia wszerz     | 9,500      | 21.     |
| Arthur Hermann | skok przez konia wszerz     | 9,000      | 37.     |
| Léon Delsarte | ćwiczenia na poręczach      | 20,700     | 17.     |
| Eugène Cordonnier | ćwiczenia na poręczach      | 20,500     | 18.     |
| Jean Gounot | ćwiczenia na poręczach      | 20,150     | 25.     |
| Albert Séguin | ćwiczenia na poręczach      | 20,130     | 26.     |
| François Gangloff | ćwiczenia na poręczach      | 20,130     | 26.     |
| Arthur Hermann | ćwiczenia na poręczach      | 20,130     | 26.     |
| Joseph Huber | ćwiczenia na poręczach      | 19,980     | 29.     |
| Alphonse Higelin | ćwiczenia na poręczach      | 19,480     | 33.     |
| Alphonse Higelin | ćwiczenia na drążku         | 19,163     | brąz    |
| Jean Gounot | ćwiczenia na drążku         | 19,043     | 6.      |
| François Gangloff | ćwiczenia na drążku         | 18,933     | 7.      |
| Léon Delsarte | ćwiczenia na drążku         | 18,633     | 10.     |
| Arthur Hermann | ćwiczenia na drążku         | 17,503     | 17.     |
| Eugène Cordonnier | ćwiczenia na drążku         | 15,886     | 33.     |
| Albert Séguin | ćwiczenia na drążku         | 15,683     | 36.     |
| Joseph Huber | ćwiczenia na drążku         | 12,686     | 53.     |
| Eugène Cordonnier | ćwiczenia na kółkach        | 20,900     | 10.     |
| Albert Séguin | ćwiczenia na kółkach        | 20,633     | 12.     |
| François Gangloff | ćwiczenia na kółkach        | 20,603     | 13.     |
| Léon Delsarte | ćwiczenia na kółkach        | 20,566     | 14.     |
| Jean Gounot | ćwiczenia na kółkach        | 19,730     | 19.     |
| Arthur Hermann | ćwiczenia na kółkach        | 19,703     | 20.     |
| Joseph Huber | ćwiczenia na kółkach        | 19,033     | 24.     |
| Alphonse Higelin | ćwiczenia na kółkach        | 17,870     | 31.     |
| Arthur Hermann | ćwiczenia na koniu z łękami | 19,460     | 9.      |
| Eugène Cordonnier | ćwiczenia na koniu z łękami | 19,190     | 11.     |
| Jean Gounot | ćwiczenia na koniu z łękami | 17,300     | 27.     |
| François Gangloff | ćwiczenia na koniu z łękami | 16,770     | 32.     |
| Léon Delsarte | ćwiczenia na koniu z łękami | 16,570     | 33.     |
| Albert Séguin | ćwiczenia na koniu z łękami | 16,430     | 34.     |
| Joseph Huber | ćwiczenia na koniu z łękami | 16,430     | 34.     |
| Alphonse Higelin | ćwiczenia na koniu z łękami | 12,790     | 49.     |
| Albert Séguin | wspinanie po linie          | 10 (7,4 s) | srebro  |
| Jean Gounot | wspinanie po linie          | 10 (8,4 s) | 6.      |
| Arthur Hermann | wspinanie po linie          | 10 (8,4 s) | 6.      |
| Léon Delsarte | wspinanie po linie          | 10 (8,8 s) | 13.     |
| Eugène Cordonnier | wspinanie po linie          | 8 (9,4 s)  | 24.     |
| Alphonse Higelin | wspinanie po linie          | 6 (9,8 s)  | 35.     |
| François Gangloff | wspinanie po linie          | 5 (10,0 s) | 39.     |
| Joseph Huber | wspinanie po linie          | 5 (10,2 s) | 40.     |

### Jeździectwo
| Konkurencja              | Zawodnik                  | Koń      | Finał | Finał |
| Konkurencja              | Zawodnik                  | Koń      | Wynik | Poz.  |
| ------------------------ | ------------------------- | -------- | ----- | ----- |
| Ujeżdżenie indywidualnie | Xavier Lesage             | Plumard  | 265,8 | brąz  |
| Ujeżdżenie indywidualnie | Robert Wallon             | Magister | 243,2 | 7.    |
| Ujeżdżenie indywidualnie | Louis Saint-Fort Paillard | Roitelet | 237,0 | 10.   |
| Ujeżdżenie indywidualnie | Antoine Bourcier          | Valentin | 228,0 | 15.   |

| Konkurencja         | Zawodnik                                                         | Koń         | Finał        | Finał  | Finał   |
| Konkurencja         | Zawodnik                                                         | Koń         | Punkty karne | Czas   | Miejsce |
| ------------------- | ---------------------------------------------------------------- | ----------- | ------------ | ------ | ------- |
| Skoki indywidualnie | Pierre Clavé                                                     | Le Trouvère | 41,00        | 3:23,0 | 33.     |
| Skoki indywidualnie | Michel Bignon                                                    | The Doctor  | DNF          | DNF    | DNF     |
| Skoki indywidualnie | Théophile Carbon                                                 | Incas       | DNF          | DNF    | DNF     |
| Skoki indywidualnie | Henri de Royer-Dupré                                             | Rosette XIV | DNF          | DNF    | DNF     |
| Skoki drużynowo     | Pierre Clavé Michel Bignon Théophile Carbon Henri de Royer-Dupré | jak wyżej   | DNF          | DNF    | DNF     |

| Konkurencja        | Zawodnik                                                        | Koń       | Ujeżdżenie | Próba terenowa | Skoki | Razem | Pozycja |
| ------------------ | --------------------------------------------------------------- | --------- | ---------- | -------------- | ----- | ----- | ------- |
| WKKW indywidualnie | Michel Artola                                                   | Almas     | 135,00     | 362,0          | 240,0 | 737,0 | 30.     |
| WKKW indywidualnie | Camille de Sartiges                                             | Spahis    | 128,0      | DNF            | DNF   | DNF   | DNF     |
| WKKW indywidualnie | Jean le Vavasseur                                               | Kurde     | 166,0      | 507,5          | DNF   | DNF   | DNF     |
| WKKW indywidualnie | Louis Rigon                                                     | Psyché    | 164,0      | 715,5          | DNF   | DNF   | DNF     |
| WKKW drużynowo     | Michel Artola Camille de Sartiges Jean le Vavasseur Louis Rigon | jak wyżej | DNF        | DNF            | DNF   | DNF   | DNF     |

### Kolarstwo

#### Kolarstwo szosowe
| Zawodnik                                                  | Konkurencja                | Czas       | Pozycja |
| --------------------------------------------------------- | -------------------------- | ---------- | ------- |
| Armand Blanchonnet                                        | jazda indywidualna na czas | 6:20:48,0  | złoto   |
| René Hamel                                                | jazda indywidualna na czas | 6:30:51,6  | brąz    |
| Georges Wambst                                            | jazda indywidualna na czas | 6:38:34,4  | 8.      |
| André Leducq                                              | jazda indywidualna na czas | 6:39:16,0  | 9.      |
| Armand Blanchonnet René Hamel André Leducq Georges Wambst | jazda drużynowa na czas    | 19:30:14,0 | złoto   |

#### Kolarstwo torowe
| Konkurencja                     | Zawodnik                                                | Eliminacje                    | Eliminacje | Repasaże   | Repasaże | Ćwierćfinał                    | Ćwierćfinał | Repasaże   | Repasaże | Półfinały                      | Półfinały | Finał                                                                          | Finał   | Pozycja |
| Konkurencja                     | Zawodnik                                                | Przeciwnik                    | Miejsce    | Przeciwnik | Miejsce  | Przeciwnik                     | Miejsce     | Przeciwnik | Miejsce  | Przeciwnik                     | Miejsce   | Przeciwnik                                                                     | Miejsce | Pozycja |
| ------------------------------- | ------------------------------------------------------- | ----------------------------- | ---------- | ---------- | -------- | ------------------------------ | ----------- | ---------- | -------- | ------------------------------ | --------- | ------------------------------------------------------------------------------ | ------- | ------- |
| sprint                          | Lucien Michard                                          | Alejandro Vida                | 1.         | N/A        | N/A      | Oscar Guldager George Owen     | 1.          | N/A        | N/A      | Herbert Fuller Guglielmo Bossi | 1.        | Jean Cugnot Jaap Meijer                                                        | 3.      | złoto   |
| sprint                          | Jean Cugnot                                             | George Owen Artūrs Zeiberliņš | 1.         | N/A        | N/A      | William Fenn Prudent De Bruyne | 1.          | N/A        | N/A      | George Dempsey Louis Mermillod | 1.        | Lucien Michard Jaap Meijer                                                     | 1.      | brąz    |
| tandemy                         | Lucien Choury Jean Cugnot                               | N/A                           | N/A        | N/A        | N/A      | N/A                            | N/A         | N/A        | N/A      |                                | 1.        | Edmund Hansen, Willy Falck Hansen Gerard Bosch van Drakestein, Maurice Peeters | 1.      | złoto   |
| 50 km                           | Lucien Choury                                           |                               |            |            |          |                                |             |            |          |                                |           |                                                                                | b.d     | b.d     |
| 50 km                           | Édouard Meunier                                         |                               |            |            |          |                                |             |            |          |                                |           |                                                                                | b.d     | b.d     |
| wyścig na dochodzenie drużynowo | Lucien Choury René Guillemin René Hournon Marcel Renaud | Wielka Brytania               | 1.         | N/A        | N/A      | Szwajcaria                     | 1.          | N/A        | N/A      | Polska                         | 2.        | Belgia                                                                         | 2.      | 4.      |

### Lekkoatletyka
Konkurencje biegowe
| Konkurencja                 | Zawodnik                                                     | Eliminacje | Eliminacje | Ćwierćfinał | Ćwierćfinał | Półfinał | Półfinał | Finał     | Finał   |
| Konkurencja                 | Zawodnik                                                     | Wynik      | Miejsce    | Wynik       | Miejsce     | Wynik    | Miejsce  | Wynik     | Miejsce |
| --------------------------- | ------------------------------------------------------------ | ---------- | ---------- | ----------- | ----------- | -------- | -------- | --------- | ------- |
| 100 m                       | Maurice Degrelle                                             | 11,0       | 1.         | 11,0        | 2.          | 11,4     | 5.       | NQ        | NQ      |
| 100 m                       | André Mourlon                                                | 11,0       | 1.         | 11,1        | 3.          | NQ       | NQ       | NQ        | NQ      |
| 100 m                       | René Mourlon                                                 | 11,0       | 2.         | 11,0        | 4.          | NQ       | NQ       | NQ        | NQ      |
| 100 m                       | Albert Heisé                                                 | 11,2       | 1.         | b.d         | 4.          | NQ       | NQ       | NQ        | NQ      |
| 200 m                       | André Mourlon                                                | 21,8       | 2.         | 22,1        | 2.          | 22,2     | 4.       | NQ        | NQ      |
| 200 m                       | Joseph Jackson                                               | 22,8       | 1.         | b.d         | 3.          | NQ       | NQ       | NQ        | NQ      |
| 200 m                       | Maurice Degrelle                                             | 22,6       | 1.         | 22,4        | 3.          | NQ       | NQ       | NQ        | NQ      |
| 200 m                       | Pierre Parrain                                               | b.d        | 4.         | NQ          | NQ          | NQ       | NQ       | NQ        | NQ      |
| 400 m                       | Barthélémy Favodon                                           | 51,2       | 1.         | 50,9        | 3.          | NQ       | NQ       | NQ        | NQ      |
| 400 m                       | Gaston Féry                                                  | 51,1       | 2.         | 50,7        | 4.          | NQ       | NQ       | NQ        | NQ      |
| 400 m                       | Raymond Fritz                                                | 51,0       | 2.         | 50,5        | 5.          | NQ       | NQ       | NQ        | NQ      |
| 400 m                       | Raymond Jamois                                               | b.d        | 4.         | NQ          | NQ          | NQ       | NQ       | NQ        | NQ      |
| 800 m                       | Georges Baraton                                              | 1:59,2     | 2.         | N/A         | N/A         | 1:57,6   | 7.       | NQ        | NQ      |
| 800 m                       | René Wiriath                                                 | 1:59,0     | 1.         | N/A         | N/A         | 1:59,6   | 7.       | NQ        | NQ      |
| 800 m                       | Louis Philipps                                               | 1:58,6     | 2.         | N/A         | N/A         | b.d      | 8.       | NQ        | NQ      |
| 800 m                       | Maurice Grosclaude                                           | b.d        | 4.         | N/A         | N/A         | NQ       | NQ       | NQ        | NQ      |
| 1500 m                      | René Wiriath                                                 | N/A        | N/A        | N/A         | N/A         | 4:13,8   | 1.       | 4:02,8    | 10.     |
| 1500 m                      | René Jubeau                                                  | N/A        | N/A        | N/A         | N/A         | 4:11,5   | 3.       | NQ        | NQ      |
| 1500 m                      | Louis Philipps                                               | N/A        | N/A        | N/A         | N/A         | 4:13,4   | 4.       | NQ        | NQ      |
| 1500 m                      | Robert Chottin                                               | N/A        | N/A        | N/A         | N/A         | 4:14,8   | 4.       | NQ        | NQ      |
| 5000 m                      | Lucien Dolquès                                               | N/A        | N/A        | N/A         | N/A         | 16:03,0  | 5.       | NQ        | NQ      |
| 5000 m                      | Léonard Mascaux                                              | N/A        | N/A        | N/A         | N/A         | 15:29,4  | 2.       | 15:39,0   | 9.      |
| 5000 m                      | Maurice Norland                                              | N/A        | N/A        | N/A         | N/A         | 15:41,4  | 5.       | NQ        | NQ      |
| 5000 m                      | Lucien Duquesne                                              | N/A        | N/A        | N/A         | N/A         | 15:26,4  | 4.       | 15:32,6   | 7.      |
| 10 000 m                    | Guillaume Tell                                               | N/A        | N/A        | N/A         | N/A         | N/A      | N/A      | 32:12,0   | 7.      |
| 10 000 m                    | Robert Marchal                                               | N/A        | N/A        | N/A         | N/A         | N/A      | N/A      | 32:33,0   | 9.      |
| 10 000 m                    | Henri Lauvaux                                                | N/A        | N/A        | N/A         | N/A         | N/A      | N/A      | 32:48,0   | 11.     |
| 10 000 m                    | Gaston Heuet                                                 | N/A        | N/A        | N/A         | N/A         | N/A      | N/A      | 32:52,0   | 12.     |
| 3000 m z przeszkodami       | Paul Bontemps                                                | N/A        | N/A        | N/A         | N/A         | 9:47,2   | 2.       | 9:45,2    | brąz    |
| 3000 m z przeszkodami       | Albert Isola                                                 | N/A        | N/A        | N/A         | N/A         | 9:57,8   | 1.       | 10:14,8   | 8.      |
| 3000 m z przeszkodami       | Maurice de Coninck                                           | N/A        | N/A        | N/A         | N/A         | 10:19,0  | 4.       | NQ        | NQ      |
| 3000 m z przeszkodami       | Georges Leclerc                                              | N/A        | N/A        | N/A         | N/A         | 10:20,0  | 6.       | NQ        | NQ      |
| 110 m przez płotki          | Gabriel Sempé                                                | 15,6       | 2.         | N/A         | N/A         | 15,3     | 3.       | NQ        | NQ      |
| 110 m przez płotki          | Gilbert Allart                                               | 16,2       | 2.         | N/A         | N/A         | 16,2     | 5.       | NQ        | NQ      |
| 110 m przez płotki          | Henri Bernard                                                | DNF        | DNF        | N/A         | N/A         | NQ       | NQ       | NQ        | NQ      |
| 400 m przez płotki          | Géo André                                                    | 56,0       | 1.         | N/A         | N/A         | 56,7     | 2.       | 56,2      | 4.      |
| 400 m przez płotki          | Roger Viel                                                   | 57,2       | 1.         | N/A         | N/A         | 56,7     | 5        | NQ        | NQ      |
| 400 m przez płotki          | André Foussard                                               | 60,0       | 5.         | N/A         | N/A         | NQ       | NQ       | NQ        | NQ      |
| 400 m przez płotki          | Pierre Arnaudin                                              | DNF        | DNF        | N/A         | N/A         | NQ       | NQ       | NQ        | NQ      |
| sztafeta 4 × 100 m mężczyzn | Maurice Degrelle Albert Heisé André Mourlon René Mourlon     | 44,5       | 2.         | N/A         | N/A         | 42,5     | 2.       | 42,2      | 5.      |
| sztafeta 4 × 400 m mężczyzn | Raymond Fritz Gaston Féry Francis Galtier Barthélémy Favodon | 3:30,0     | 1.         | N/A         | N/A         | N/A      | N/A      | 3:23,4    | 5.      |
| bieg 3000 m drużynowo       | Paul Bontemps Armand Burtin Léonard Mascaux                  | N/A        | N/A        | N/A         | N/A         | 18       | 2.       | 31        | 4.      |
| maraton                     | Boughera El Ouafi                                            | N/A        | N/A        | N/A         | N/A         | N/A      | N/A      | 2:54:19,6 | 7.      |
| maraton                     | Jean-Baptiste Manhès                                         | N/A        | N/A        | N/A         | N/A         | N/A      | N/A      | 3:00:34,0 | 12.     |
| maraton                     | Mohammed Ghermati                                            | N/A        | N/A        | N/A         | N/A         | N/A      | N/A      | 3:20:27,0 | 24.     |
| maraton                     | Georges Verger                                               | N/A        | N/A        | N/A         | N/A         | N/A      | N/A      | DNF       | DNF     |
| chód na 10 km               | Henri Clermont                                               | N/A        | N/A        | N/A         | N/A         | b.d      | 5.       | 51:41,6   | 10.     |
| chód na 10 km               | François Decrombecque                                        | N/A        | N/A        | N/A         | N/A         | DSQ      | DSQ      | NQ        | NQ      |
| bieg przełajowy             | Henri Lauvaux                                                | N/A        | N/A        | N/A         | N/A         | N/A      | N/A      | 36:44,8   | 5.      |
| bieg przełajowy             | Gaston Heuet                                                 | N/A        | N/A        | N/A         | N/A         | N/A      | N/A      | 37:52,0   | 10.     |
| bieg przełajowy             | Maurice Norland                                              | N/A        | N/A        | N/A         | N/A         | N/A      | N/A      | 41:48,3   | 15.     |
| bieg przełajowy             | Robert Marchal                                               | N/A        | N/A        | N/A         | N/A         | N/A      | N/A      | DNF       | DNF     |
| bieg przełajowy             | André Lauseig                                                | N/A        | N/A        | N/A         | N/A         | N/A      | N/A      | DNF       | DNF     |
| bieg przełajowy             | Lucien Dolquès                                               | N/A        | N/A        | N/A         | N/A         | N/A      | N/A      | DNF       | DNF     |
| bieg przełajowy drużynowo   | Henri Lauvaux Gaston Heuet Maurice Norland                   | N/A        | N/A        | N/A         | N/A         | N/A      | N/A      | 20        | brąz    |

Konkurencje techniczne
| Konkurencja    | Zawodnik            | Eliminacje | Eliminacje | Finał | Finał   |
| Konkurencja    | Zawodnik            | Wynik      | Miejsce    | Wynik | Miejsce |
| -------------- | ------------------- | ---------- | ---------- | ----- | ------- |
| skok w dal     | Louis Wilhelme      | 6,99       | 5.         | 6,99  | 5.      |
| skok w dal     | Marcel Guillouet    | 6,62       | 16.        | NQ    | NQ      |
| skok w dal     | Louis-Henri Albinet | 6,55       | 20.        | NQ    | NQ      |
| skok w dal     | Paul Couillaud      | 6,22       | 24.        | NQ    | NQ      |
| trójskok       | Louis Wilhelme      | 12,66      | 17.        | NQ    | NQ      |
| trójskok       | André Clayeux       | NM         | NM         | NQ    | NQ      |
| skok wzwyż     | Pierre Lewden       | 1,83       | 1.         | 1,92  | brąz    |
| skok wzwyż     | Pierre Guilloux     | 1,83       | 1.         | 1,85  | 7.      |
| skok wzwyż     | Édouard Barbazan    | 1,80       | 10.        | NQ    | NQ      |
| skok wzwyż     | Édouard Dupiré      | NM         | NM         | NQ    | NQ      |
| skok o tyczce  | Paul Dufauret       | 3,55       | 8.         | NQ    | NQ      |
| skok o tyczce  | Maurice Vautier     | 3,55       | 8.         | NQ    | NQ      |
| skok o tyczce  | Marcel Muzard       | 3,40       | 11.        | NQ    | NQ      |
| skok o tyczce  | Roger Duthil        | 3,40       | 11.        | NQ    | NQ      |
| pchnięcie kulą | Raoul Paoli         | 13,535     | 9.         | NQ    | NQ      |
| pchnięcie kulą | Daniel Pierre       | 13,07      | 16.        | NQ    | NQ      |
| pchnięcie kulą | Maxime Bousselaire  | 12,265     | 22.        | NQ    | NQ      |
| rzut dyskiem   | Paul Béranger       | 38,93      | 14.        | NQ    | NQ      |
| rzut dyskiem   | Daniel Pierre       | 37,015     | 19.        | NQ    | NQ      |
| rzut młotem    | Robert Saint-Pé     | 36,27      | 10.        | NQ    | NQ      |
| rzut młotem    | Pierre Zaïdin       | 36,155     | 12.        | NQ    | NQ      |
| rzut oszczepem | Taka N'Gangué       | 54,65      | 10.        | NQ    | NQ      |
| rzut oszczepem | Taki N'Dio          | 48,92      | 19.        | NQ    | NQ      |
| rzut oszczepem | Samba Ciré          | 48,65      | 20.        | NQ    | NQ      |
| rzut oszczepem | Emmanuel Degland    | 48,57      | 21.        | NQ    | NQ      |

| Zawodnik         | Konkurencje   | Konkurencje                | Wyniki | Punkty | Miejsce |
| ---------------- | ------------- | -------------------------- | ------ | ------ | ------- |
| Léon Courtejaire | pięciobój     | skok w dal                 | 6,29   | 16     | 16.     |
| Léon Courtejaire | pięciobój     | rzut oszczepem             | 47,58  | 13     | 13.     |
| Léon Courtejaire | pięciobój     | Bieg na 200 m              | 24,6   | 20     | 20.     |
| Léon Courtejaire | pięciobój     | rzut dyskiem               | DNS    | DNS    | DNS     |
| Léon Courtejaire | pięciobój     | Bieg na 1500 m             | DNS    | DNS    | DNS     |
| Léon Courtejaire | pięciobój     | Finał                      |        | 49     | 14.     |
| Roger Viel       | pięciobój     | skok w dal                 | 5,92   | 25     | 25.     |
| Roger Viel       | pięciobój     | rzut oszczepem             | 42,58  | 19     | 19.     |
| Roger Viel       | pięciobój     | Bieg na 200 m              | 23,8   | 8      | 8.      |
| Roger Viel       | pięciobój     | rzut dyskiem               | DNS    | DNS    | DNS     |
| Roger Viel       | pięciobój     | Bieg na 1500 m             | DNS    | DNS    | DNS     |
| Roger Viel       | pięciobój     | Finał                      |        | 52     | 16.     |
| Gabriel Sempé    | dziesięciobój | bieg 100 m                 | 11,4   | 809,9  | 2.      |
| Gabriel Sempé    | dziesięciobój | skok w dal                 | 6,08   | 627,60 | 27.     |
| Gabriel Sempé    | dziesięciobój | pchnięcie kulą             | 10,335 | 499,5  | 23.     |
| Gabriel Sempé    | dziesięciobój | skok wzwyż                 | 1,65   | 608    | 16.     |
| Gabriel Sempé    | dziesięciobój | bieg 400 m                 | 56,8   | 676,64 | 30.     |
| Gabriel Sempé    | dziesięciobój | rzut dyskiem               | 32,04  | 499,54 | 15.     |
| Gabriel Sempé    | dziesięciobój | bieg na 110 m przez płotki | 17,2   | 791,0  | 10.     |
| Gabriel Sempé    | dziesięciobój | skok o tyczce              | 2,80   | 379,0  | 19.     |
| Gabriel Sempé    | dziesięciobój | rzut oszczepem             | DNF    | DNF    | DNF     |
| Gabriel Sempé    | dziesięciobój | bieg na 1500 m             | DNF    | DNF    | DNF     |
| Gabriel Sempé    | dziesięciobój | Finał                      |        | DNF    | DNF     |

### Pięciobój nowoczesny
| Zawodnik                 | Konkurencja   | Strzelanie | Strzelanie | Strzelanie | Pływanie | Pływanie | Pływanie | Szermierka | Szermierka | Jazda konna | Jazda konna | Jazda konna | Bieg przełajowy | Bieg przełajowy | Bieg przełajowy | Suma punktów | Pozycja |
| Zawodnik                 | Konkurencja   | Wynik      | M.         | Punkty     | Czas     | M.       | Punkty   | M.         | Punkty     | Wynik       | M.          | Punkty      | Czas            | M.              | Punkty          | Suma punktów | Pozycja |
| ------------------------ | ------------- | ---------- | ---------- | ---------- | -------- | -------- | -------- | ---------- | ---------- | ----------- | ----------- | ----------- | --------------- | --------------- | --------------- | ------------ | ------- |
| Ivan Duranthon           | indywidualnie | 182        | 4.         | 4          | 6:24,4   | 18.      | 18       | 17.        | 17,5       | 124         | 11.         | 11          | 13:08,6         | 4.              | 4               | 54,5         | 4.      |
| Charles-Jean LeVavasseur | indywidualnie | 142        | 28.        | 28         | 6:08,6   | 13.      | 13       | 7.         | 7          | 103         | 19.         | 19,5        | 14:06,6         | 15.             | 15              | 82,5         | 12.     |
| René Dignon              | indywidualnie | 174        | 8.         | 8          | 8:00,0   | 34.      | 34       | 9.         | 9          | 64,5        | 31.         | 31          | 14:12,4         | 17.             | 17              | 99           | 20.     |
| Guillaume de Tournemire  | indywidualnie | 134        | 31.        | 31         | 7:39,4   | 29.      | 29       | 6.         | 6          | 122         | 13.         | 13          | 15:22,0         | 28.             | 28              | 107          | 23.     |

### Piłka nożna
Reprezentacja mężczyzn
| - Antoine Parachini - Édouard Baumann - Édouard Crut - Ernest Gravier - Jean Batmale - Jean Boyer |  | - Jules Devaquez - Raymond Dubly - Marcel Domergue - Paul Nicolas - Philippe Bonnardel - Pierre Chayriguès |

Runda 2.
| 27 maja 1924 17:00 | Francja · Crut 17', 28', 55' · Nicolas 25', 50' · Boyer 71', 87' | 7–0Report | Łotwa | Stade de Paris Widzów: 15,000 Sędzia: Henri Christophe (BEL) |
|                    |                                                                  |           |       |                                                              |

 Ćwierćfinały 
| 1 czerwca 1924 16:00 | Francja · Nicolas 12' | 1–5Report | Urugwaj · Scarone 2', 24' · Petrone 58', 68' · Romano 83' | Stade Olympique, Colombes Widzów: 45,000 Sędzia: P. Chr. Andersen (NOR) |
|                      |                       |           |                                                           |                                                                         |

Reprezentacja Francji została sklasyfikowana na 5. miejscu.

### Piłka wodna
- Reprezentacja mężczyzn

| - Paul Dujardin - Noël Delberghe - Georges Rigal - Henri Padou |  | - Robert Desmettre - Albert Mayaud - Albert Deborgies |

Turniej główny
 Runda 1. 
| 13 lipca 1924 | Francja | 3:1 | Stany Zjednoczone |  |
| 17:00         |         |     |                   |  |

 Ćwierćfinał 
| 15 lipca 1924 | Francja | 6:3 | Holandia |  |
| 17:00         |         |     |          |  |

 Półfinał 
| 16 lipca 1924 | Francja | 4:2 | Szwecja |  |
| 17:00         |         |     |         |  |

 Finał 
| 17 lipca 1924 | Francja | 3:0 | Belgia |  |
| 16:30         |         |     |        |  |

### Pływanie
Mężczyźni
| Konkurencja        | Zawodnik                                                  | Eliminacje | Eliminacje | Półfinał | Półfinał | Finał | Finał   |
| Konkurencja        | Zawodnik                                                  | Czas       | Miejsce    | Czas     | Miejsce  | Czas  | Miejsce |
| ------------------ | --------------------------------------------------------- | ---------- | ---------- | -------- | -------- | ----- | ------- |
| 100 m dowolnym     | Édouard Vanzeveren                                        | 1:06,8     | 3.         | NQ       | NQ       | NQ    | NQ      |
| 100 m dowolnym     | Henri Padou                                               | 1:05,0     | 4.         | NQ       | NQ       | NQ    | NQ      |
| 100 m dowolnym     | Émile Zeibig                                              | 1:08,0     | 4.         | NQ       | NQ       | NQ    | NQ      |
| 400 m dowolnym     | Salvator Pélégry                                          | 5:56,2     | 4.         | NQ       | NQ       | NQ    | NQ      |
| 400 m dowolnym     | Édouard van Zeveren                                       | 5:59,8     | 4.         | NQ       | NQ       | NQ    | NQ      |
| 1500 m dowolnym    | Salvator Pélégry                                          | 24:07,6    | 3.         | NQ       | NQ       | NQ    | NQ      |
| 1500 m dowolnym    | Jean Rebeyrol                                             | 24:46,4    | 4.         | NQ       | NQ       | NQ    | NQ      |
| 1500 m dowolnym    | Gustave Klein                                             | DNF        | DNF        | NQ       | NQ       | NQ    | NQ      |
| 100 m grzbietowym  | Émile Zeibig                                              | 1:22,4     | 2.         | 1:23,4   | 3.       | NQ    | NQ      |
| 100 m grzbietowym  | Maurice Ducos                                             | 1:25,0     | 4.         | NQ       | NQ       | NQ    | NQ      |
| 100 m grzbietowym  | Georges Paulus                                            | 1:28,0     | 5.         | NQ       | NQ       | NQ    | NQ      |
| 200 m klasycznym   | Henri Bouvier                                             | 3:07,8     | 3.         | NQ       | NQ       | NQ    | NQ      |
| 200 m klasycznym   | Marius Zwiller                                            | 3:11,2     | 5.         | NQ       | NQ       | NQ    | NQ      |
| 200 m klasycznym   | Georges Vallerey                                          | 3:11,2     | 6.         | NQ       | NQ       | NQ    | NQ      |
| 4 × 200 m dowolnym | Guy Middleton Henri Padou Édouard Vanzeveren Émile Zeibig | 10:41,4    | 1.         | 10:39,4  | 3.       | NQ    | NQ      |

Kobiety
| Konkurencja        | Zawodnik                                                         | Eliminacje | Eliminacje | Półfinał | Półfinał | Finał  | Finał   |
| Konkurencja        | Zawodnik                                                         | Czas       | Miejsce    | Czas     | Miejsce  | Czas   | Miejsce |
| ------------------ | ---------------------------------------------------------------- | ---------- | ---------- | -------- | -------- | ------ | ------- |
| 100 m dowolnym     | Mariette Protin                                                  | 1:22,2     | 2.         | 1:22,8   | 4.       | NQ     | NQ      |
| 100 m dowolnym     | Ernestine Lebrun                                                 | 1:23,4     | 3.         | NQ       | NQ       | NQ     | NQ      |
| 400 m dowolnym     | Mariette Protin                                                  | 6:58,2     | 2.         | 6:56,6   | 5.       | NQ     | NQ      |
| 400 m dowolnym     | Gilberte Mortier                                                 | 7:35,0     | 4.         | NQ       | NQ       | NQ     | NQ      |
| 400 m dowolnym     | Ernestine Lebrun                                                 | 7:06,4     | 5.         | NQ       | NQ       | NQ     | NQ      |
| 100 m grzbietowym  | Alice Stoffel                                                    | 1:44,0     | 4.         | N/A      | N/A      | NQ     | NQ      |
| 100 m grzbietowym  | Lucienne Rouet                                                   | 1:43,8     | 5.         | N/A      | N/A      | NQ     | NQ      |
| 200 m klasycznym   | Odette Monard                                                    | 3:48,4     | 4.         | N/A      | N/A      | NQ     | NQ      |
| 200 m klasycznym   | Alice Stoffel                                                    | 3:48,0     | 5.         | N/A      | N/A      | NQ     | NQ      |
| 200 m klasycznym   | Sophie Kieffert-Porte                                            | 3:43,6     | 5.         |          |          | NQ     | NQ      |
| 4 × 100 m dowolnym | Ernestine Lebrun Gilberte Mortier Bienna Pélégry Mariette Protin |            |            |          |          | 5:43,4 | 5.      |

### Podnoszenie ciężarów
| Konkurencja    | Zawodnik            | Wyciskanie jednorącz | Podrzut jednorącz | Rwanie  | Wyciskanie oburącz | Podrzut Oburącz | Łącznie  | Pozycja |
| -------------- | ------------------- | -------------------- | ----------------- | ------- | ------------------ | --------------- | -------- | ------- |
| waga piórkowa  | Maurice Martin      | 60 kg                | 62,5 kg           | 75 kg   | 82,5 kg            | 105 kg          | 375 kg   | 4.      |
| waga piórkowa  | Raymond Suvigny     | 50 kg                | 65 kg             | 70 kg   | 80 kg              | 100 kg          | 365 kg   | 10.     |
| waga piórkowa  | René Catalas        | 55 kg                | 70 kg             | 70 kg   | 70 kg              | 95 kg           | 360 kg   | 11.     |
| waga lekka     | Edmond Décottignies | 70 kg                | 92,5 kg           | 77,5 kg | 85 kg              | 115 kg          | 440 kg   | złoto   |
| waga lekka     | André Delloue       | 62,5 kg              | 65 kg             | 72,5 kg | 87,5 kg            | 112,5 kg        | 400 kg   | 11.     |
| waga średnia   | Roger François      | 70 kg                | 80 kg             | 87,5 kg | 87,5 kg            | 117,5 kg        | 442,5 kg | 6.      |
| waga średnia   | Pierre Vibert       | 72,5 kg              | 75 kg             | 80 kg   | 85 kg              | 115 kg          | 427,5 kg | 8.      |
| waga średnia   | Léon Vandeputte     | 77,5 kg              | 85 kg             | NM      | 90 kg              | 120 kg          | 372,5 kg | 21.     |
| waga półciężka | Charles Rigoulot    | 87,5 kg              | 92,5 kg           | 85 kg   | 102,5 kg           | 135 kg          | 502,5 kg | złoto   |
| waga półciężka | Alfred Louncke      | 70 kg                | 90 kg             | 85 kg   | 95 kg              | 120 kg          | 460 kg   | 10.     |
| waga półciężka | André Rolet         | 62,5 kg              | 84,5 kg           | 80 kg   | 87,5 kg            | 112,5 kg        | 430 kg   | 14.     |
| waga ciężka    | Louis Dannoux       | 80 kg                | 95 kg             | 87,5 kg | 100 kg             | 135 kg          | 497,5 kg | 4.      |
| waga ciężka    | Claudius Dutriève   | 75 kg                | 82,5 kg           | 90 kg   | 100 kg             | 120 kg          | 467,5 kg | 8.      |
| waga ciężka    | René Dupont         | 70 kg                | 77,5 kg           | 77,5 kg | 90 kg              | 125 kg          | 440 kg   | 15.     |

### Polo
| - Pierre de Chapelle - Hubert de Monbrison - Charles de Polignac - Jules Macaire - Jean Pastre |

#### Wyniki
- Stany Zjednoczone –  Francja 13:1
- Wielka Brytania –  Francja 16:2
- Hiszpania –  Francja 15:1
- Argentyna –  Francja 15:2

Drużyna Francji zajęła 5. miejsce

### Rugby union
| - René Araou - Jean Bayard - Louis Béguet - André Béhotéguy - Alexandre Bioussa - Étienne Bonnes - Adolphe Bousquet - Aimé Cassayet-Armagnac - Clément Dupont - Albert Dupouy |  | - Jean Etcheberry - Henri Galau - Gilbert Gérintès - Raoul Got - Adolphe Jauréguy - Félix Lasserre - Marcel-Frédéric Lubin-Lebrère - Étienne Piquiral - Jean Vaysse |

| 4 maja 192415:30 | Francja | 61:3(19:3) | Rumunia       | Stade olympique de Colombes, Colombes Widzów: 13 654 Sędzia: Jacques Muntz |
| 4 maja 192415:30 | Béhotéguy 9 (2P, K) Dupouy 6 (2P) Etcheberry 3 (P) Gérintès 6 (2P) Got 6 (2P) Jauréguy 12 (4P) Béguet 19 (8pd, K) | 61:3(19:3) | Florian 3 (K) | Stade olympique de Colombes, Colombes Widzów: 13 654 Sędzia: Jacques Muntz |

| 18 maja 192415:30 | Francja     | 3:17(0:3) | Stany Zjednoczone                                                  | Stade olympique de Colombes, Colombes Widzów: 21 389 Sędzia: Albert Freethy |
| 18 maja 192415:30 | Galau 3 (P) | 3:17(0:3) | Farish 6 (2P) Mannelli 3 (P) Patrick 3 (P) Rogers 3 (P) Doe 2 (pd) | Stade olympique de Colombes, Colombes Widzów: 21 389 Sędzia: Albert Freethy |

Reprezentacja Francji zdobyła srebrny medal.

### Skoki do wody
Mężczyźni
| Konkurencja              | Zawodnik         | Eliminacje | Eliminacje | Finał | Finał   |
| Konkurencja              | Zawodnik         | Wynik      | Pozycja    | Wynik | Pozycja |
| ------------------------ | ---------------- | ---------- | ---------- | ----- | ------- |
| wieża 10 m               | Eugène Lenormand | 435,6      | 3.         | 437,7 | 5.      |
| wieża 10 m               | André Cochinal   | 374,2      | 4.         | NQ    | NQ      |
| wieża 10 m               | Raymond Vincent  | 354        | 6.         | NQ    | NQ      |
| trampolina 3m            | Rémi Weil        | 497,9      | 4.         | NQ    | NQ      |
| trampolina 3m            | Paul Raeth       | 455,5      | 4.         | NQ    | NQ      |
| trampolina 3m            | Antoine Jacob    | 425,4      | 5.         | NQ    | NQ      |
| skoki standard i dowolne | Raymond Vincent  | 155        | 3.         | 144   | 5.      |
| skoki standard i dowolne | Émile Dauvet     | 147        | 4.         | NQ    | NQ      |
| skoki standard i dowolne | Georges Garreau  | 127        | 5.         | NQ    | NQ      |

Kobiety
| Konkurencja   | Zawodnik         | Eliminacje | Eliminacje | Finał | Finał   |
| Konkurencja   | Zawodnik         | Wynik      | Pozycja    | Wynik | Pozycja |
| ------------- | ---------------- | ---------- | ---------- | ----- | ------- |
| trampolina 3m | Louise Lenormand | 313,0      | 5.         | NQ    | NQ      |
| trampolina 3m | Suzanne Raeth    | 274,0      | 6.         | NQ    | NQ      |
| trampolina 3m | Eugenie Briollet | 235,2      | 8.         | NQ    | NQ      |

### Strzelectwo
| Konkurencja                         | Zawodnik                                                                                              | Finał | Finał   |
| Konkurencja                         | Zawodnik                                                                                              | Wynik | Pozycja |
| ----------------------------------- | --- | ----- | ------- |
| pistolet szybkostrzelny 25 m        | André de Castelbajac                                                                                  | 18    | 6.      |
| pistolet szybkostrzelny 25 m        | André de Schonen                                                                                      | 17    | 9.      |
| pistolet szybkostrzelny 25 m        | Charles Riotteau                                                                                      | 16    | 21.     |
| pistolet szybkostrzelny 25 m        | Georges de Crequi-Montfort                                                                            | 16    | 21.     |
| karabin małokalibrowy leżąc 50 m    | Pierre Coquelin de Lisle                                                                              | 398   | złoto   |
| karabin małokalibrowy leżąc 50 m    | Émile Rumeau                                                                                          | 387   | 20.     |
| karabin małokalibrowy leżąc 50 m    | Georges Bordier                                                                                       | 383   | 31.     |
| karabin dowolny 600 m leżąc         | Albert Courquin                                                                                       | 90    | 6.      |
| karabin dowolny 600 m leżąc         | Émile Rumeau                                                                                          | 86    | 10.     |
| karabin dowolny 600 m leżąc         | Georges Roes                                                                                          | DNF   | DNF     |
| karabin dowolny drużynowo           | Émile Rumeau Albert Courquin Pierre Hardy Georges Roes Paul Colas                                     | 646   | srebro  |
| runda pojedyncza - sylwetka jelenia | Jules Mahieu                                                                                          | 32    | 17.     |
| runda pojedyncza - sylwetka jelenia | Michel Adelon                                                                                         | 28    | 23.     |
| runda pojedyncza - sylwetka jelenia | Eugène Duflot                                                                                         | 27    | 24.     |
| runda pojedyncza - sylwetka jelenia | André Chauvet                                                                                         | 26    | 26.     |
| runda podwójna - sylwetka jelenia   | Michel Adelon                                                                                         | 52    | 21.     |
| runda podwójna - sylwetka jelenia   | André Chauvet                                                                                         | 51    | 22.     |
| runda podwójna - sylwetka jelenia   | Jules Mahieu                                                                                          | 42    | 25.     |
| runda podwójna - sylwetka jelenia   | Eugène Duflot                                                                                         | 40    | 28.     |
| trap indywidualnie                  | Léon Deloy                                                                                            | 95    | 9.      |
| trap indywidualnie                  | Jacques d'Imecourt                                                                                    | b.d   | b.d     |
| trap drużynowo                      | Léon Deloy Jean de Beaumont Marcel de Lambertye Louis de Bourbon-Busset Georges de Baudus René Texier | 320   | 11.     |

### Szermierka
Mężczyźni
| Konkurencja          | Zawodnik | 1 runda | 1 runda | 2 runda                                                                              | 2 runda | Ćwierćfinał | Ćwierćfinał | Półfinały | Półfinały   | Finał | Finał   | Pozycja |
| Konkurencja          | Zawodnik | Przeciwnik | Wynik   | Przeciwnik                                                                           | Wynik   | Przeciwnik | Wynik       | Przeciwnik | Wynik       | Przeciwnik | Wynik   | Pozycja |
| -------------------- | --- | --- | ------- | ------------------------------------------------------------------------------------ | ------- | --- | ----------- | --- | ----------- | --- | ------- | ------- |
| szpada indywidualnie | Roger Ducret | Paul Anspach Robert Frater Pedro Nazar Frédéric Fitting Theodoros Foustanos Conrado Rolando Eduardo Alonso Josef Javůrek                  |         | N/A                                                                                  | N/A     | George Calnan Domingo Garcia Raoul Heide Luis Lucchetti Ivan Osiier Charles Delporte Gustaf Lindblom Krikor Agathon Frederico Paredes Martin Holt                      |             | Renzo Compagna Gaston Cornereau Charles Delporte Léon Tom Nils Hellsten Mário de Noronha Raoul Heide Luis Lucchetti Henri Jacquet Ivan Osiier Frédéric Fitting      |             | Charles Delporte Paul Anspach Nils Hellsten Gaston Cornereau Armand Massard Virgilio Mantegazza Georges Buchard Léon Tom Peter Ryefelt Renzo Compagna Ernest Gevers |         | srebro  |
| szpada indywidualnie | Gaston Cornereau | Sigurd Akre Rui Mayer Willem van Blijenburgh Wenceslao Paunero Peter Ryefelt Arthur Lyon Robert Montgomerie Jan Tille                     |         | N/A                                                                                  | N/A     | Ramón Fonst Carl Gripenstedt Henri Jacquet George Breed Léon Tom Peter Ryefelt Rui Mayer Wouter Brouwer Pedro Nazar                                                    |             | Renzo Compagna Léon Tom Charles Delporte Roger Ducret Nils Hellsten Mário de Noronha Raoul Heide Luis Lucchetti Henri Jacquet Ivan Osiier Frédéric Fitting          |             | Charles Delporte Roger Ducret Nils Hellsten Paul Anspach Armand Massard Virgilio Mantegazza Georges Buchard Léon Tom Peter Ryefelt Renzo Compagna Ernest Gevers     |         | 4.      |
| szpada indywidualnie | Armand Massard | Eugène Empeyta Allan Milner Ivan Osiier Martin Holt Luis Lucchetti Ramíro Mañalich Salvador Quesada Santos Ferreira                       |         | N/A                                                                                  | N/A     | Frédéric Fitting Renzo Compagna Trifon Triandafilakos Mário de Noronha Allan Milner Paul Anspach Willem van Blijenburgh Conrado Rolando Robert Frater Bror Lagercrantz |             | Virgilio Mantegazza Georges Buchard Paul Anspach Ernest Gevers Peter Ryefelt Allan Milner Charles Biscoe Eugene Empeyta Ramón Fonst Domingo García Carl Gripenstedt |             | Charles Delporte Roger Ducret Nils Hellsten Gaston Cornereau Paul Anspach Virgilio Mantegazza Georges Buchard Léon Tom Peter Ryefelt Renzo Compagna Ernest Gevers   |         | 5.      |
| szpada indywidualnie | Georges Buchard | Domingo García Ramón Fonst Raoul Heide Henri Jacquet Bror Lagercrantz Jan de Beaufort Jens Berthelsen Francisco Bollini António de Castro |         | N/A                                                                                  | N/A     | Ernest Gevers Eugene Empeyta Nils Hellsten Virgilio Mantegazza Charles Biscoe Joseph Misrahi Sigurd Akre Pieter von Boven Wenceslao Paunero                            |             | Virgilio Mantegazza Paul Anspach Armand Massard Ernest Gevers Peter Ryefelt Allan Milner Charles Biscoe Eugene Empeyta Ramón Fonst Domingo García Carl Gripenstedt  |             | Charles Delporte Roger Ducret Nils Hellsten Gaston Cornereau Armand Massard Virgilio Mantegazza Paul Anspach Léon Tom Peter Ryefelt Renzo Compagna Ernest Gevers    |         | 7.      |
| szpada drużynowo     | Lucien Gaudin Georges Buchard Roger Ducret Georges Tainturier André Labatut Alexandre Lippmann                      | Stany Zjednoczone · Szwecja | W       | N/A                                                                                  | N/A     | Włochy · Holandia | W           | Portugalia · Stany Zjednoczone | W           | Belgia · Włochy · Portugalia | W R W   | złoto   |
| floret indywidualnie | Roger Ducret | Charles Crahay Roberto Larraz Eugene Empeyta                                                                                              | W       | George Calnan Robert Montgomerie Horacio Casco Diego Díez John Albaret               | P W P W | Edgar Seligman Charles Crahay George Calnan Ivan Osiier Manuel Queiróz                                                                                                 | P W P W     | Maurice Van Damme Ivan Osiier Roberto Larraz Juan Delgado Kurt Ettinger                                                                                             | W P W       | Maurice Van Damme Philippe Cattiau Jacques Coutrot Roberto Larraz Ivan Osiier Balthasar De Beukelaer Edgar Seligman                                                 | W       | złoto   |
| floret indywidualnie | Jacques Coutrot | Burke Boyce Frederick Sherriff Sigurd Akre Gilberto Tellechea                                                                             | W       | Roberto Larraz Balthasar De Beukelaer Johan Falkenberg Paul Kunze Frederick Sherriff | P W     | Juan Delgado Kurt Ettinger Maurice Van Damme Robert Montgomerie Gil de Andrade                                                                                         | W P W       | Philippe Cattiau Edgar Seligman Balthasar De Beukelaer George Calnan Frithjof Lorentzen                                                                             | P W         | Roger Ducret Philippe Cattiau Maurice Van Damme Roberto Larraz Ivan Osiier Balthasar De Beukelaer Edgar Seligman                                                    | P W     | 4.      |
| floret indywidualnie | Philippe Cattiau | Philip Doyne Diego Díez Zoltán Schenker František Dvořák                                                                                  | W       | Émile Dufrance Domingo Mendy Jens Berthelsen Burke Boyce                             | W       | Balthasar De Beukelaer Roberto Larraz Frithjof Lorentzen Domingo Mendy Jens Berthelsen                                                                                 | W           | Balthasar De Beukelaer Edgar Seligman Jacques Coutrot George Calnan Frithjof Lorentzen                                                                              | W           | Roger Ducret Maurice Van Damme Jacques Coutrot Roberto Larraz Ivan Osiier Balthasar De Beukelaer Edgar Seligman                                                     | P W     | srebro  |
| floret drużynowo     | Lucien Gaudin Philippe Cattiau André Labatut Roger Ducret Henri Jobier Jacques Coutrot Guy de Luget Joseph Perotaux | Węgry · Hiszpania | W       | N/A                                                                                  | N/A     | Dania · Stany Zjednoczone | W           | Węgry · Argentyna | R W         | Belgia · Węgry · Włochy | W -     | złoto   |
| szabla indywidualnie | Roger Ducret | N/A | N/A     | N/A                                                                                  | N/A     | Ivan Osiier Robin Dalglish Zoltán Schenker Jan van der Wiel Chauncey McPherson Manuel Toledo                                                                           | W           | Marcello Bertinetti Zoltán Schenker Adrianus de Jong Raúl Sola Omer Berck Robin Dalglish Domingo Mendy Laurence Castner                                             | P W         | Sándor Pósta János Garay Zoltán Schenker Adrianus de Jong Ivan Osiier Georges Conraux Horacio Casco Oreste Puliti Marcello Bertinetti Bino Bini Giulio Sarrocchi    | P W P W | srebro  |
| szabla indywidualnie | Georges Conraux | N/A | N/A     | N/A                                                                                  | N/A     | Héctor Belo Sándor Pósta Charles Acke Ra˙l Sola Cecil Kershaw Jens Berthelsen                                                                                          | W P W       | Bino Bini Ivan Osiier János Garay Ödön Tersztyánszky Carmelo Merlo Jules Maés Conrado Rolando Pedro Mendy Edgar Seligman                                            | W P W P W - | Sándor Pósta Roger Ducret János Garay Zoltán Schenker Adrianus de Jong Ivan Osiier Horacio Casco Oreste Puliti Marcello Bertinetti Bino Bini Giulio Sarrocchi       | P W     | 7.      |
| szabla indywidualnie | Marc Perrodon | N/A | N/A     | N/A                                                                                  | N/A     | Giulio Sarrocchi Ödön Tersztyánszky Carmelo Merlo Archie Corble Arthur Lyon Fernando Guillén Joanis Jeorjadis                                                          | P W         | Oreste Puliti Sándor Pósta Horacio Casco Giulio Sarrocchi Héctor Belo Robert Feyerick Maarten van Dulm Konstandinos Kodzias                                         | P W         | NQ | NQ      | NQ      |
| szabla drużynowo     | Maurice Taillandier Georges Conraux Lionel Lifschitz Marc Perrodon Henri de Saint Germain Jean-François Jannekeyn   | Hiszpania |         | N/A                                                                                  | N/A     | Czechy · Dania | R W         | Węgry · Holandia | P           | NQ | NQ      | NQ      |

Kobiety
| Konkurencja          | Zawodnik       | Ćwierćfinał                                                                                   | Ćwierćfinał | Półfinały                                                            | Półfinały | Finał      | Finał | Pozycja |
| Konkurencja          | Zawodnik       | Przeciwnik                                                                                    | Wynik       | Przeciwnik                                                           | Wynik     | Przeciwnik | Wynik | Pozycja |
| -------------------- | -------------- | --------------------------------------------------------------------------------------------- | ----------- | -------------------------------------------------------------------- | --------- | ---------- | ----- | ------- |
| floret indywidualnie | Lucienne Prost | Muriel Freeman Hanna Olsen Ingeborg Buhl Adriana Admiraal-Meijerink Judith Morgenthaler       | P W         | Gladys Davies Grete Heckscher Gizella Tary E. Fitting Ellen Hamilton | P W       | NQ         | NQ    | NQ      |
| floret indywidualnie | Fernande Tassy | Grete Heckscher Gizella Tary Adelaide Gehrig Suzanne Bonnard Alice Walker                     | P W         | Ellen Osiier Muriel Freeman Yutta Barding Hanna Olsen Gladys Daniell | P W P     | NQ         | NQ    | NQ      |
| floret indywidualnie | Marcelle Bory  | Gladys Daniell Ellen Hamilton Yutta Barding Johanna de Boer Wanda Dubieńska                   | P W         | NQ                                                                   | NQ        | NQ         | NQ    | NQ      |
| floret indywidualnie | Yvonne Conte   | Ellen Osiier Gladys Davies Emma Fitting Elsa Hellquist Irma Hopper Johanna Stokhuyzen-de Jong | P W         | NQ                                                                   | NQ        | NQ         | NQ    | NQ      |

### Tenis ziemny
| Konkurencja | Zawodnik                            | 1 runda                                        | 2 runda                                           | 3 runda                                                   | 4 runda                                | Ćwierćfinały                                          | Półfinały                                                   | Finał                                                       | Miejsce |
| Konkurencja | Zawodnik                            | Przeciwnik Wynik                               | Przeciwnik Wynik                                  | Przeciwnik Wynik                                          | Przeciwnik Wynik                       | Przeciwnik Wynik                                      | Przeciwnik Wynik                                            | Przeciwnik Wynik                                            | Miejsce |
| ----------- | ----------------------------------- | ---------------------------------------------- | ------------------------------------------------- | --------------------------------------------------------- | -------------------------------------- | ----------------------------------------------------- | ----------------------------------------------------------- | ----------------------------------------------------------- | ------- |
| Singiel (m) | Henri Cochet                        | N/A                                            | wolny los                                         | Ivie Richardson W 3:0 (6:3,6:4,6:4)                       | Masanosuke Fukuda W 3:0 (6:2,6:1,6:3)  | Richard N. Williams W 3:1 (5:7,6:3,6:2,6:4)           | Jean Borotra W 3:1 (6:2,5:7,6:2,6:3)                        | Vincent Richards P 2:3 (4:6,4:6,7:5,6:2,2:6)                | srebro  |
| Singiel (m) | Jean Borotra                        | Asaji Honda W 3:0 (6:3,6:3,7:5)                | Luis Torralva W 3:0 (9:7,7:5,7:5)                 | Jack Nielsen W 3:0 (6:0,6:1,6:2)                          | Algernon Kingscote W 3:0 (6:1,6:3,6:1) | Sydney Jacob W 3:1 (4:6,6:4,7:5,6::3)                 | Henri Cochet P 1:3 (2:6,7:5,2:6,3:6)                        | Umberto De Morpurgo P 2:3 (6:1,1:6,6:8,6:4,5:7)             | 4.      |
| Singiel (m) | René Lacoste                        | N/A                                            | Lajos Göncz W 3:0 (6:0,6:0,6:1)                   | Jan Koželuh W 3:0 (6:1,6:2,6:1)                           | Patrick Spence W 3:0 (6:2,6:0,6:1)     | Vincent Richards P 2:3 (6:8,6:4,6:1,2:6,3:6)          | NQ                                                          | NQ                                                          | 5.      |
| Singiel (m) | Marcel Cousin                       | Jack Condon W 3:1 (4:6,6:3,6:2,6:4)            | Charles Wennergren W 3:0 (6:4,6:3,6:2)            | Takeichi Harada P 0:3 (w/o)                               | NQ                                     | NQ                                                    | NQ                                                          | NQ                                                          | 17.     |
| debel (m)   | Jacques Brugnon Henri Cochet        | N/A                                            | Aleksandar Đurđenski Iván Balás W 3:0 (w/o)       | Umberto De Morpurgo Clemente Serventi W 3:0 (6:2,6:4,6:2) | N/A                                    | Henning Müller Charles Wennergren W 3:0 (6:4,6:1,6:3) | Jack Condon Ivie Richardson W 3:1 (5:7,6:3,7:5,6:2)         | Francis Hunter Vincent Richards P 2:3 (6:4,2:6,3:6,6:2,3:6) | srebro  |
| debel (m)   | Jean Borotra René Lacoste           | N/A                                            | Stéphane Halot Albert Lammens W 3:0 (6:3,6:0,6:2) | Arne Grahn Ernst Schybergson W 3:0 (6:4,6:1,6:3)          | N/A                                    | Sayed Hadi Donald Rutnam W 3:0 (6:2,6:2,6:3)          | Francis Hunter Vincent Richards P 2:3 (2:6,3:6,6:0,7:5,3:6) | Jack Condon Ivie Richardson W 3:0 (6:3,10:8,6:3)            | brąz    |
| singiel (k) | Julie Vlasto                        | N/A                                            | Caroline Dahl W 2:0 (6:1,6:0)                     | Eleanor Goss W 2:1 (6:3,2:6,6:4)                          | N/A                                    | Dorothy Shepherd-Barron W 2:0 (6:4,6:2)               | Kathleen McKane W 1:2 (0:6,7:5,6:1)                         | Helen Wills Moody P 0:2 (2:6,2:6)                           | srebro  |
| singiel (k) | Germaine Golding                    | Lily von Essen W 2:0 (6:4,6:2)                 | Paola Bologna W 2:0 (6:0,6:3)                     | Phyllis Covell W 2:1 (6:3,3:6,6:2)                        | N/A                                    | Lilí Álvarez W 2:0 (7:5,6:3)                          | Helen Wills Moody P 0:2 (2:6,1:6)                           | Kathleen McKane P 1:2 (7:5,3:6,0:6)                         | 4.      |
| singiel (k) | Jeanne Vaussard                     | N/A                                            | Molla Mallory P 0:2 (2:6,3:6)                     | NQ                                                        | N/A                                    | NQ                                                    | NQ                                                          | NQ                                                          | 17.     |
| debel (k)   | Marguerite Billout Yvonne Bourgeois | N/A                                            | Rosa Torras Lilí Álvarez W 2:1 (2:6,6:3,6:4)      | N/A                                                       | N/A                                    | Rosetta Gagliardi Giulia Perelli W 2:0 (7:5,6:1)      | Phyllis Covell Kathlen McKane P 0:2 (2:6,2:6)               | Dorothy Shepherd-Barron Evelyn Colyer P 0:2 (1:6,2:6)       | 4.      |
| debel (k)   | Germaine Golding Jeanne Vaussard    | N/A                                            | wolny los                                         | N/A                                                       | N/A                                    | Dorothy Shepherd-Barron Evelyn Colyer P 0:2 (2:6,2:6) | NQ                                                          | NQ                                                          | 5.      |
| mikst       | Marguerite Billout Jean Borotra     | Marion Jessup Vincent Richards P 0:2 (3:6,1:6) | NQ                                                | N/A                                                       | N/A                                    | NQ                                                    | NQ                                                          | NQ                                                          | 15.     |
| mikst       | Suzanne Lenglen Henri Cochet        | Hazel Wightman Richard N. Williams P 0:3 (w/o) | NQ                                                | N/A                                                       | N/A                                    | NQ                                                    | NQ                                                          | NQ                                                          | 15.     |

### Wioślarstwo
| Konkurencja           | Zawodnik | Półfinał | Półfinał | Repasaż | Repasaż | Finał  | Finał | Pozycja |
| Konkurencja           | Zawodnik | Czas     | M.       | Czas    | M.      | Czas   | M.    | Pozycja |
| --------------------- | --- | -------- | -------- | ------- | ------- | ------ | ----- | ------- |
| Jedynka               | Marc Detton | b.d      | 2.       | b.d     | 2.      | NQ     | NQ    | NQ      |
| Dwójka podwójna       | Marc Detton Jean-Pierre Stock                                                                                           | b.d      | 2.       | N/A     | N/A     | 6:38,0 | 2.    | srebro  |
| dwójka bez sternika   | Maurice Bouton Georges Piot                                                                                             | 9:42,2   | 1.       | N/A     | N/A     | 8:21,6 | 2.    | srebro  |
| dwójka ze sternikiem  | Eugène Constant Marcel Lepan Raymond Talleux                                                                            | 7:36,6   | 1.       | N/A     | N/A     | b.d    | 4.    | 4.      |
| Czwórka ze sternikiem | Marcel Lepan Eugène Constant Louis Gressier Georges Lecointe Raymond Talleux                                            | 7:10,0   | 1.       | N/A     | N/A     | 7:21,6 | 2.    | srebro  |
| Czwórka bez sternika  | Théodore Cremnitz Jean Camuset Albert Bonzano Henri Bonzano                                                             | b.d      | 2.       | N/A     | N/A     | b.d    | 4.    | 4.      |
| ósemka                | M. Baudechon J. Betout Louis Carlier Michel Fourny Henri Gatineau André Lancelot Henri Menard André Oriol Fernand Oriol | b.d      | 4.       | NQ      | NQ      | NQ     | NQ    | NQ      |

### Zapasy
| Zawodnik                      | Konkurencja       | Runda pierwsza       | Runda druga        | Runda trzecia      | Runda czwarta      | Runda piąta      | Runda szósta      | Runda siódma     | Runda finałowa   | Pozycja |
| Zawodnik                      | Konkurencja       | Przeciwnik Wynik     | Przeciwnik Wynik   | Przeciwnik Wynik   | Przeciwnik Wynik   | Przeciwnik Wynik | Przeciwnik Wynik  | Przeciwnik Wynik | Przeciwnik Wynik | Pozycja |
| ----------------------------- | ----------------- | -------------------- | ------------------ | ------------------ | ------------------ | ---------------- | ----------------- | ---------------- | ---------------- | ------- |
| styl klasyczny waga kogucia   | Théo Kueny        | Antonín Skopový W    | Pol Slock W        | Ragnvald Olsen p   | Adolf Herschmann p | NQ               | NQ                | -                | -                | 9.      |
| styl klasyczny waga kogucia   | Gérardo Apruzzese | Anton Koolmann p     | Anselm Ahlfors p   | NQ                 | NQ                 | NQ               | NQ                | -                | -                | 17.     |
| styl klasyczny waga piórkowa  | Marcel Capron     | Laurent Bottin W     | Enrico Porro W     | Katsutoshi Naitō W | Erik Malmberg p    | Arthur Nord p    | NQ                | NQ               | NQ               | 6.      |
| styl klasyczny waga piórkowa  | René Rottenfluc   | Osvald Käpp p        | Fritiof Svensson p | NQ                 | NQ                 | NQ               | NQ                | NQ               | NQ               | 18.     |
| styl klasyczny waga lekka     | Paul Parisel      | Englebertus Mollin W | Mihály Matura p    | Ludwig Sesta p     | NQ                 | NQ               | NQ                | -                | -                | 13.     |
| styl klasyczny waga lekka     | Georges Métayer   | Albert Kusnets p     | Walter Ranghieri p | NQ                 | NQ                 | NQ               | NQ                | -                | -                | 20.     |
| styl klasyczny waga średnia   | Émile Clody       | Jules Grandjean W    | Tayyar Yalaz p     | Oldřich Pštros p   | NQ                 | NQ               | NQ                | NQ               | -                | 15.     |
| styl klasyczny waga średnia   | Joseph Domas      | Jan Reinderman p     | Ferenc Györgyei p  | wolny los          | Roman Steinberg p  | NQ               | NQ                | NQ               | -                | 9.      |
| styl klasyczny waga półciężka | Jean Baumert      | Antonie Misset p     | Ibrahim Mustafa p  | NQ                 | NQ                 | NQ               | NQ                | NQ               | -                | 12.     |
| styl klasyczny waga półciężka | Paul Bonnefont    | István Dömény p      | Rudolf Loo p       | NQ                 | NQ                 | NQ               | NQ                | NQ               | -                | 12.     |
| styl klasyczny waga ciężka    | Henri Deglane     | Poul Hansen W        | Claes Johansson W  | Ottó Szelky W      | Ernst Nilsson W    | Rajmund Badó W   | Edil Rosenqvist W | -                | -                | złoto   |
| styl klasyczny waga ciężka    | Edmond Dame       | Franz Mileder W      | Wolny los          | Rajmund Badó p     | Edil Rosenqvist p  | NQ               | NQ                | -                | -                | 5.      |

| Konkurencja                | Zawodnik         | 1/16 finału        | 1/8 finału           | Ćwierćfinał        | Półfinał          | Finał            | Miejsce |
| Konkurencja                | Zawodnik         | Przeciwnik Wynik   | Przeciwnik Wynik     | Przeciwnik Wynik   | Przeciwnik Wynik  | Przeciwnik Wynik | Miejsce |
| -------------------------- | ---------------- | ------------------ | -------------------- | ------------------ | ----------------- | ---------------- | ------- |
| styl wolny waga kogucia    | Jules Bouquet    | N/A                | N/A                  | Ragnar Larsson p   | NQ                | NQ               | 9.      |
| styl wolny waga kogucia    | Gaston Ducayla   | N/A                | Kaarlo Mäkinen p     | NQ                 | Harold Sansum W   | Bryan Hines p    | 5.      |
| styl wolny waga piórkowa   | Calixte Delmas   | N/A                | Nils Nilsson W       | Edvard Huupponen p | NQ                | NQ               | 6       |
| styl wolny waga piórkowa   | Maurice Guinard  | Edvard Huupponen p | NQ                   | NQ                 | NQ                | NQ               | 8.      |
| styl wolny waga lekka      | Émile Pouvroux   | N/A                | Herman Van Duyzen W  | Russell Vis p      | Arvo Haavisto p   | NQ               | 5.      |
| styl wolny waga lekka      | Ernest Jourdain  | N/A                | Riccardo Pizzocaro W | Volmar Wikström p  | George Gardiner p | NQ               | 5.      |
| styl wolny waga półśrednia | Marcel Dupraz    | N/A                | Hyacinthe Roosen p   | NQ                 | NQ                | NQ               | 12.     |
| styl wolny waga półśrednia | Gaston Fichu     | N/A                | Hermann Gehri p      | NQ                 | William Johnson p | NQ               | 10.     |
| styl wolny waga średnia    | Raymond Durr     | N/A                | Johan Penttilä p     | NQ                 | NQ                | NQ               | 11.     |
| styl wolny waga półciężka  | J. Baillot       | N/A                | George Rumpel p      | NQ                 | NQ                | NQ               | 11.     |
| styl wolny waga półciężka  | Gustave Kappeler | N/A                | Fabio Del Genovese p | NQ                 | NQ                | NQ               | 11.     |
| styl wolny waga ciężka     | Edmond Dame      | N/A                | Henri Wernli p       | NQ                 | NQ                | NQ               | 4.      |

### Żeglarstwo
| Zawodnik                                                                     | Konkurencja        | Eliminacje       | Eliminacje        | Eliminacje         | Półfinały        | Półfinały         | Punkty | Finałowa pozycja |
| Zawodnik                                                                     | Konkurencja        | Wyścig I miejsce | Wyścig II miejsce | Wyścig III miejsce | Wyścig I miejsce | Wyścig II miejsce | Punkty | Finałowa pozycja |
| ---------------------------------------------------------------------------- | ------------------ | ---------------- | ----------------- | ------------------ | ---------------- | ----------------- | ------ | ---------------- |
| Albert Michelet                                                              | monotyp olimpijski | 4.               | 5.                | N/A                | NQ               | NQ                | NQ     | 9.               |
| Edmond Moussié Guy Herpin Honoré Louit                                       | klasa 6 metrów     | 8.               | 3.                | 5.                 | NQ               | NQ                | NQ     | 6.               |
| Louis Breguet Pierre Gauthier Robert Girardet André Guerrier Georges Mollard | klasa 8 metrów     | 1.               | 5.                | 2.                 | 3.               | 2.                | 5      | brąz             |